# Bonfim, Minas Gerais

Bonfim este un oraș în unitatea federativă Minas Gerais (MG), Brazilia.